# Горячка (река)
Горя́чка (Горленка, Горяйка, Останкинский ручей, Соколка) — река в Останкинском районе Москвы, правый приток Яузы, заключён в коллектор.

## История
Название «Горячка» дано по температуре воды либо по бурному характеру течения. Вариант «Горленка» связан со словом «горло» в значении «устье реки». К обоим названиям есть много эквивалентов в славянской топонимии. Название «Останкинский ручей» дано по названию местности.
На берегах реки находились село Останкино и усадьба Останкино и часть села Алексеевское.

## Описание
Ложбина весеннего стока реки начиналась вблизи современной улицы Фонвизина, протекая на восток вдоль улицы Академика Королёва. На реке создан Останкинский пруд, в настоящее время только там воды реки выходят на поверхность. За улицей Академика Королёва поворачивала на северо-восток, протекала у проспекта Мира, пересекая его вблизи устья. Впадала в Яузу напротив улицы Сергея Эйзенштейна, у Ростокинского акведука.
Длина реки 5 км, хотя участок с постоянным течением был значительно короче. У реки ленточный водосборный бассейн площадью 3 км — она не имела значительных притоков.